# Comuna Vulpeni, Olt
Vulpeni este o comună în județul Olt, Oltenia, România, formată din satele Cotorbești, Gropșani, Mardale, Pescărești, Plopșorelu, Prisaca, Simniceni, Tabaci, Valea Satului și Vulpeni (reședința).

## Demografie
Componența etnică a comunei Vulpeni
     Români (92,26%)
     Alte etnii (7,74%)
Componența confesională a comunei Vulpeni
     Ortodocși (89,68%)
     Adventiști (1,95%)
     Alte religii (0,84%)
     Necunoscută (7,53%)
Conform recensământului efectuat în 2021, populația comunei Vulpeni se ridică la 1.900 de locuitori, în scădere față de recensământul anterior din 2011, când fuseseră înregistrați 2.255 de locuitori. Majoritatea locuitorilor sunt români (92,26%). Din punct de vedere confesional, majoritatea locuitorilor sunt ortodocși (89,68%), cu o minoritate de adventiști (1,95%), iar pentru 7,53% nu se cunoaște apartenența confesională.

## Politică și administrație
Comuna Vulpeni este administrată de un primar și un consiliu local compus din 11 consilieri. Primarul, Paul Mandea[*], de la Partidul Social Democrat, este în funcție din 2016. Începând cu alegerile locale din 2024, consiliul local are următoarea componență pe partide politice:
|  | Partid                          | Consilieri | Componența Consiliului | Componența Consiliului | Componența Consiliului | Componența Consiliului | Componența Consiliului | Componența Consiliului | Componența Consiliului |
|  | ------------------------------- | ---------- | ---------------------- | ---------------------- | ---------------------- | ---------------------- | ---------------------- | ---------------------- | ---------------------- |
|  | Partidul Social Democrat        | 7          |                        |                        |                        |                        |                        |                        |                        |
|  | Alianța pentru Unirea Românilor | 2          |                        |                        |                        |                        |                        |                        |                        |
|  | Uniunea Salvați România         | 1          |                        |                        |                        |                        |                        |                        |                        |
|  | Partidul S.O.S. România         | 1          |                        |                        |                        |                        |                        |                        |                        |